# Indicatifs régionaux 240 et 301

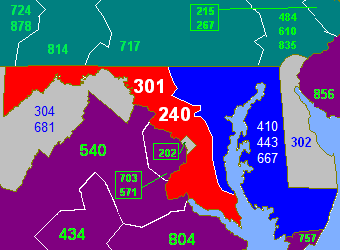
Carte de l'État du Maryland (en rouge et bleu) avec les territoires de ses indicatifs régionaux. Les indicatifs régionaux 240 et 301 sont en rouge.

Les indicatifs régionaux 240 et 301 sont des indicatifs téléphoniques régionaux de l'État du Maryland aux États-Unis. Ces indicatifs couvrent l'ouest de l'État, incluant une portion de la région métropolitaine de Washington D.C., la capitale fédérale des États-Unis.
Selon les plans actuels (en 2012), l'indicatif régional 227 sera introduit par chevauchement sur les indicatifs régionaux 240 et 301 vers 2022 pour pallier le manque de numéros de téléphone dans ces indicatifs.
La carte ci-contre indique en rouge le territoire couvert par les indicatifs 240 et 301.
Les indicatifs régionaux 240 et 301 font partie du Plan de numérotation nord-américain.

## Principales villes desservies par les indicatifs
- une portion de la région métropolitaine de Washington D.C.
- Cumberland
- Frederick
- Hagerstown
- Gaithersburg

## Comtés desservis par les indicatifs
- Allegany
- Charles
- Frederick
- Garrett
- Howard
- Montgomery
- Prince George's
- St. Mary's
- Washington

## Source
- (en) Cet article est partiellement ou en totalité issu de l’article de Wikipédia en anglais intitulé « Area codes 240 and 301 » (voir la liste des auteurs).